# 克爾熱涅茨河
克爾熱涅茨河是俄羅斯的河流，位於下諾夫哥羅德州，屬於伏爾加河的左支流，河道全長290公里，流域面積6,140平方公里，在下諾夫哥羅德以東約70公里的雷斯科沃流入伏爾加河。